# USO!?ジャパン
『USO!?ジャパン』（ユーエスオー!?ジャパン）は、TBS系列で放送されていたバラエティ番組。

## 番組概要
番組タイトルの「USO」は、Unconfirmed Story Object（未確認語物体＝噂）の頭文字を取ったもの。番組での「USO」はUnconfirmed Stories Organization（未確認ウワサ調査団）の略である。テレビ欄の表記は「USOジャパン」。
番組初期は、心霊現象・都市伝説・トンデモ本関連などの題材を扱い、視聴者から投稿された奇妙なスクープや不思議なスポットを、ランキング形式で紹介するといった内容であった。
2003年10月11日放送分より、人間の脳や身体の不思議などを探る“知的エンタテインメント番組”『探険! ホムンクルス 〜脳と体のミステリー〜』としてリニューアルした。
番組の最後には暗い空色バックに薄い白文字で「USO!?ジャパンはすべて噂をもとに構成されています。すべての情報がホントかウソかは不明です。なにしろ噂ですから…」という注釈が表示されていた。音声は「ギャアアアアアアーー!」という少年の叫び声と共に短時間のジャズ調のBGMが流れる。
研究所のメンバーは国分太一にタッキー&翼や嵐、関ジャニ∞の一部のメンバー、番組終了後にNEWSのメンバーとなった山下智久や錦戸亮、俳優の生田斗真といったメンバーで構成されていた。

## 出演者

### USO!?研究所
- 国分太一（TOKIO）：所長[1]
- タッキー&翼
  - 滝沢秀明：調査隊リーダー[1]
  - 今井翼：Dr.USO
- 嵐[1]
  - 大野智
  - 櫻井翔
  - 相葉雅紀
  - 二宮和也
  - 松本潤
- ジャニーズJr.
  - 山下智久
  - 生田斗真
  - 風間俊介
  - 長谷川純
  - ジミーMackey
  - 錦戸亮（関ジャニ∞）[1]
  - 横山裕（関ジャニ∞）
  - 村上信五（関ジャニ∞）[1]
  - 渋谷すばる（関ジャニ∞）
- 小倉弘子アナウンサー
- 海保知里アナウンサー ※小倉アナの代理で出演
- Dr.コパ ※初期
- ボブ・サップ ※一時期のみ

### ナレーション
- 掛川裕彦
- 来宮良子
- 佐藤賢治

## 主なコーナー
Dr.USO
番組の最初に放送。Dr.USOが科学を用いて不思議な実験や、役立つ裏技を紹介する。一時期はボブ・サップが助手として出演していた。Dr.USOの正体は今井翼。本人は否定していたが、最終回ではかつらを外し今井本人である事を明らかにした。
都市伝説
都市伝説をドラマ仕立てのVTRで紹介。全32話。
最強怪奇音
CD・カセットテープ等に入ってしまった謎の声を紹介。全15回。
アニマルUSO
各地のすごい特技を持つ動物達を紹介する。
心霊スポット探索
研究所のメンバーが怪奇現象が起こると噂される心霊スポットに出向き、噂どおりの行動をするなどの調査を行う。
最恐心霊写真館
番組中盤で放送。視聴者から送られた心霊写真と思われる写真を公開し鑑定する。鑑定人はス光光波世界神団教祖の黒田みのる。
国分所長のスクープNo.1
番組の最後に放送。視聴者から送られた面白い写真（変な看板やミス写真など）を紹介する。

## スタッフ
- 構成：おちまさと、都築浩、内村宏幸、中野俊成、堀江利幸、鈴木しげき、すずきB、木野聡、つかはら、寺田智和
- ディレクター：塚田俊男、畑野圭吾、帯純也、谷田貝義行、眞中博司、渡辺信也、小林大吾 ／ 小川謙治、本間修二
- アシスタントディレクター：黄地久美子、古場裕之、村田玲奈、伊豆原聡、中川敦央、曲沢圭太、中村俊輔、磯尾弓恵、加納祥、高橋正子、小柴亨之、大西未希子、野口幸一、石神智、有田直美、本間丞
- 演出：平田さおり、長尾真
- 総合演出：合田隆信
- プロデューサー：戸髙正啓
- 協力：ジャニーズ事務所
- 制作：TBSエンタテインメント（現TBSテレビ）
- 製作著作：TBS